# Château de Loretello
Le château de Loretello est situé dans le hameau de Loretello de la ville d'Arcevia, province d'Ancône dans les Marches,.

## Histoire
Sa construction remonte à 1072, en même temps que l'église Sant'Andrea, par les moines du monastère de Fonte Avellana. En 1139, le château dépendait de Fonte Avellana, mais en 1159 un différend surgit pour sa possession avec le diocèse de Fossombrone : une commission de cinq cardinaux médiateurs nommés par le pape y mit fin en 1185. 
En 1255, Loretello passa à Arcevia, qui versa une compensation au diocèse de Fossombrone. En 1273, trente-trois familles avaient juré fidélité à Arcevia, qui en obtint la possession définitive en 1289 par un acte du recteur de la Marche. Loretello fut souvent soumise aux attaques des ennemis d' Arcevia et déclina, finissant par être dépeuplée.
L'aspect actuel du château dérive des agrandissements ultérieurs réalisés aux XIVe et XVe siècles. N'étant plus destiné à un usage militaire, le pont d'accès à trois arches fut ajouté au XVIIIe siècle.
Loretello était administré par un « Conseil du Château », tandis que les fonctions de justice et de sécurité publique étaient confiées à un capitaine. Avec la transition vers le royaume d'Italie, toutes les fonctions administratives sont transférées à Arcevia.

## Description
Les murailles extérieures sont encore praticables avec les passerelles, les ravelins et la porte du pont-levis n'existent plus. Il y a là deux tours :
- La « Torre della guardia », tour de guet à trois étages, reliée par un tunnel aux bâtiments voisins et dotée d'une structure inclinée pour mieux résister aux tirs de bombes ;
- La tour dite La Prigione, sur six étages, avec des meurtrières étroites et des créneaux de style gibelin, autrefois également utilisée comme prison et habitée par des particuliers jusqu'à une époque récente.

## Galerie

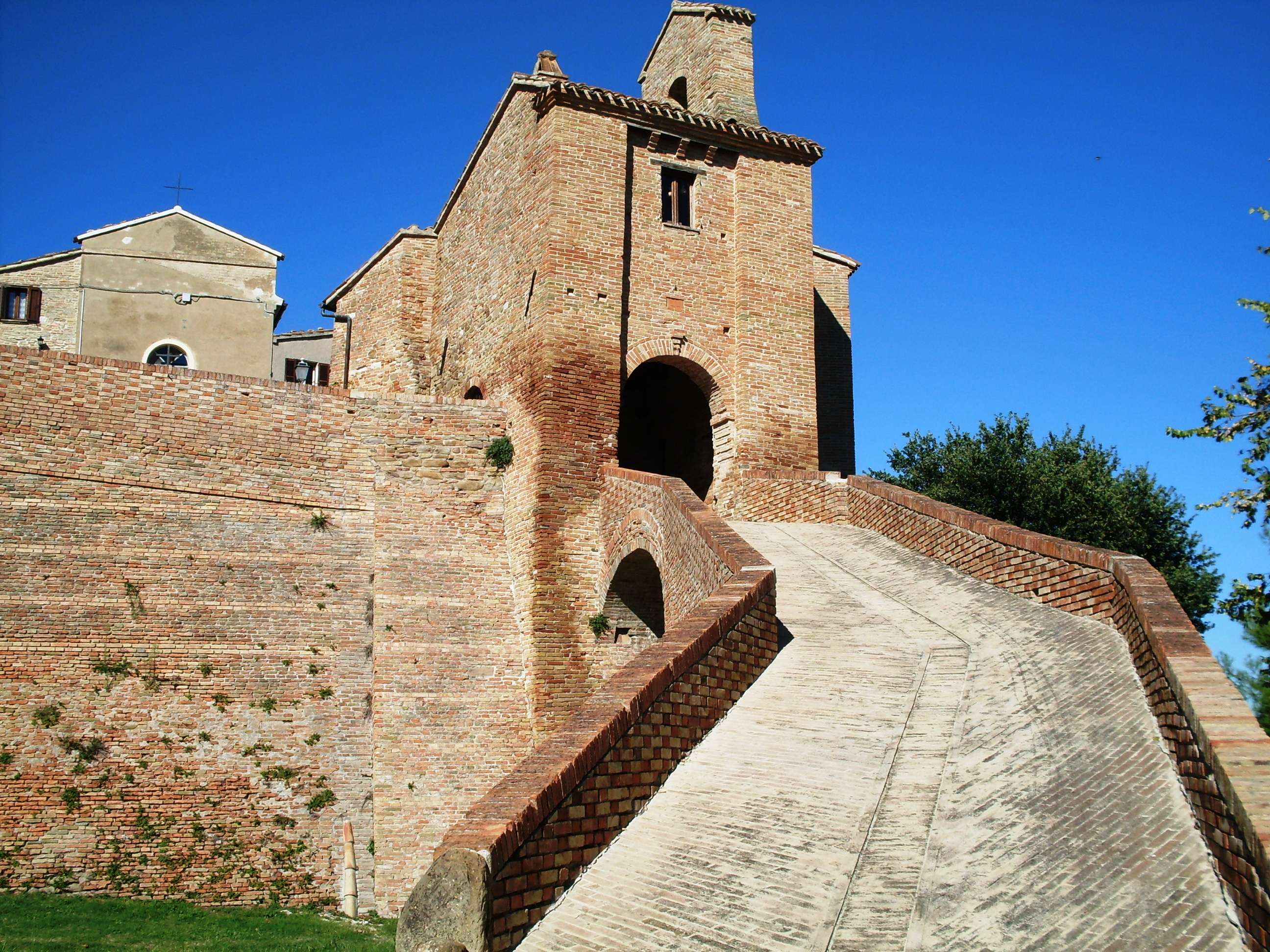
L'entrée du château
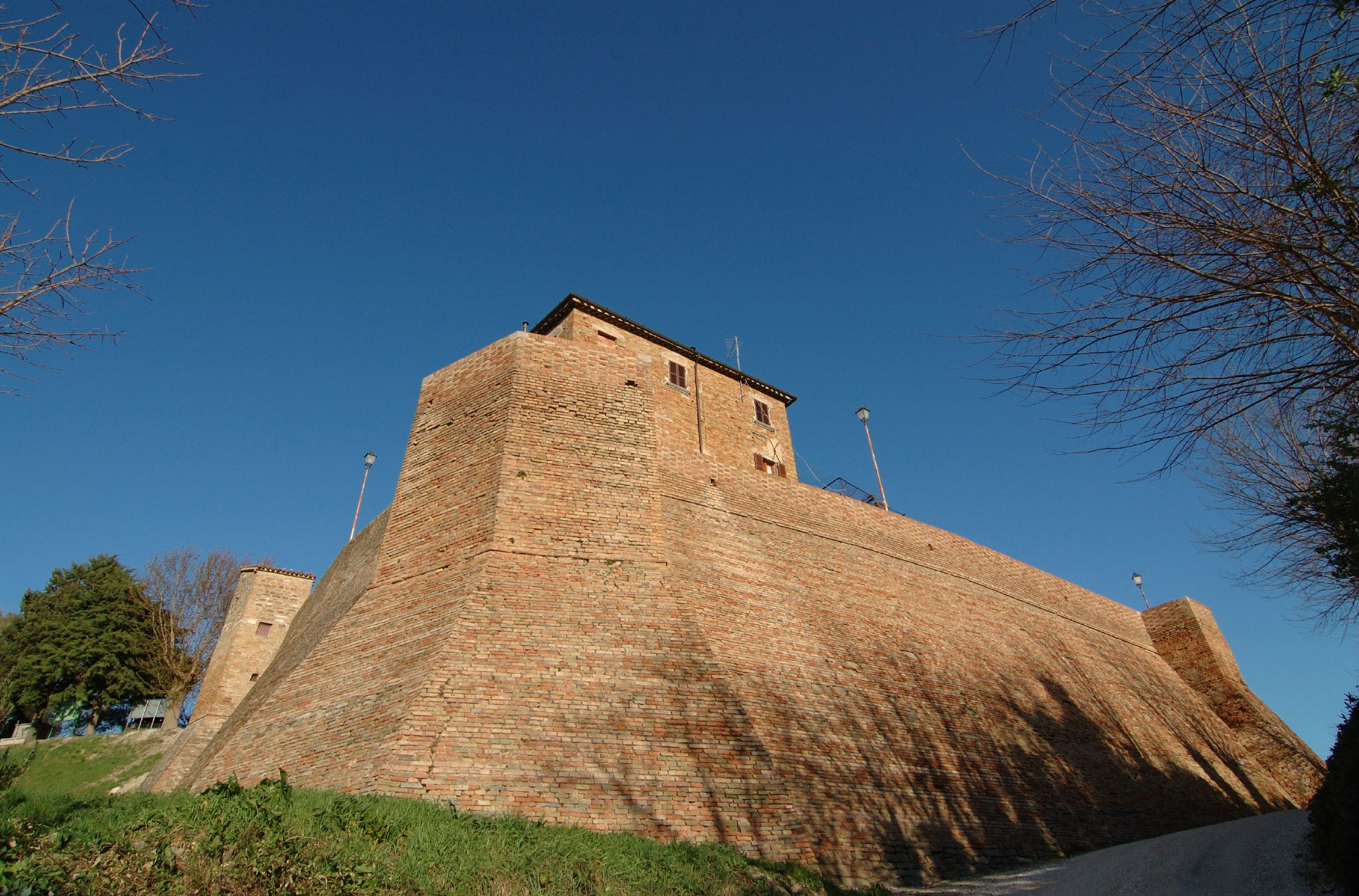
Le mur d'enceinte et la tour de garde
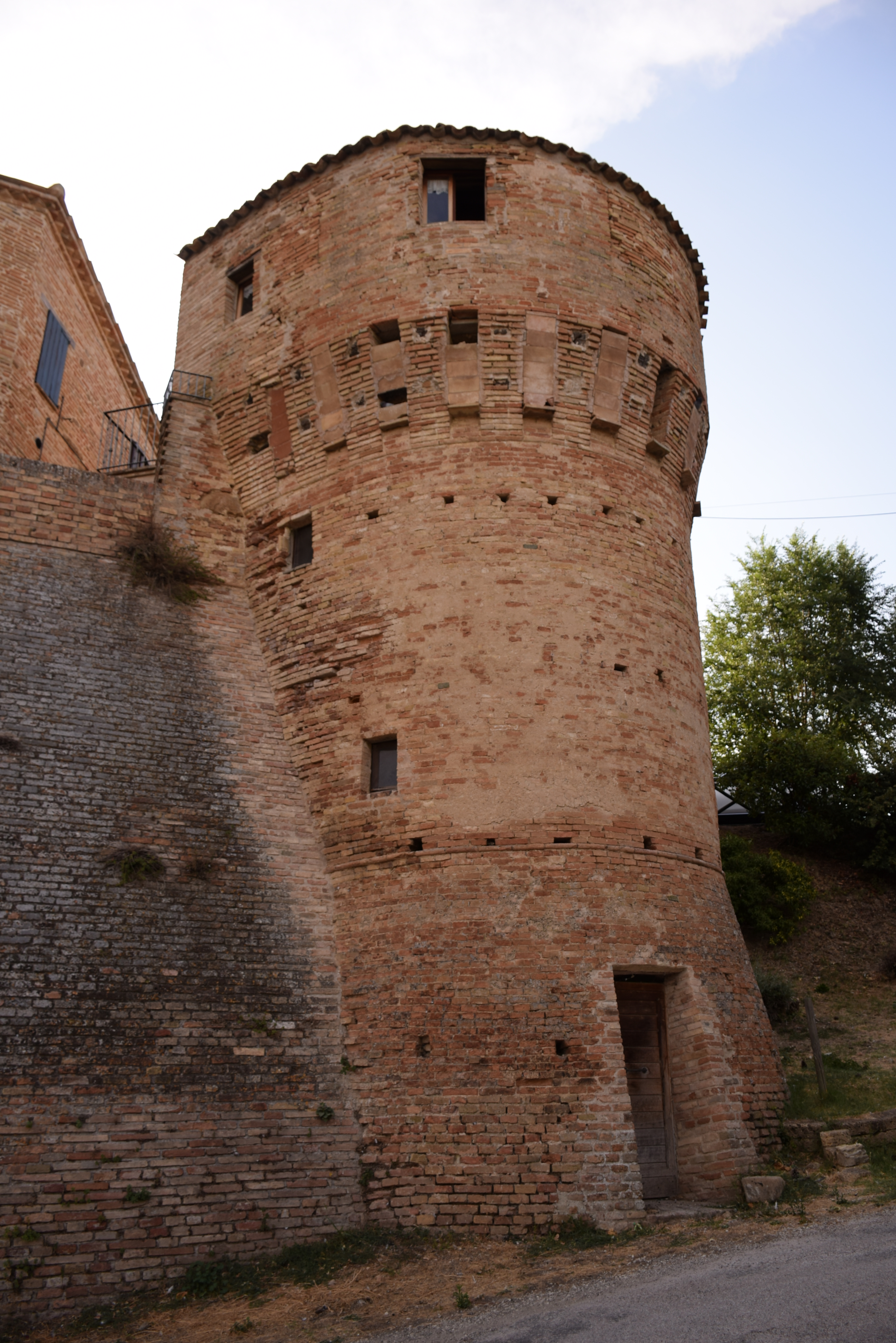
La tour-prison
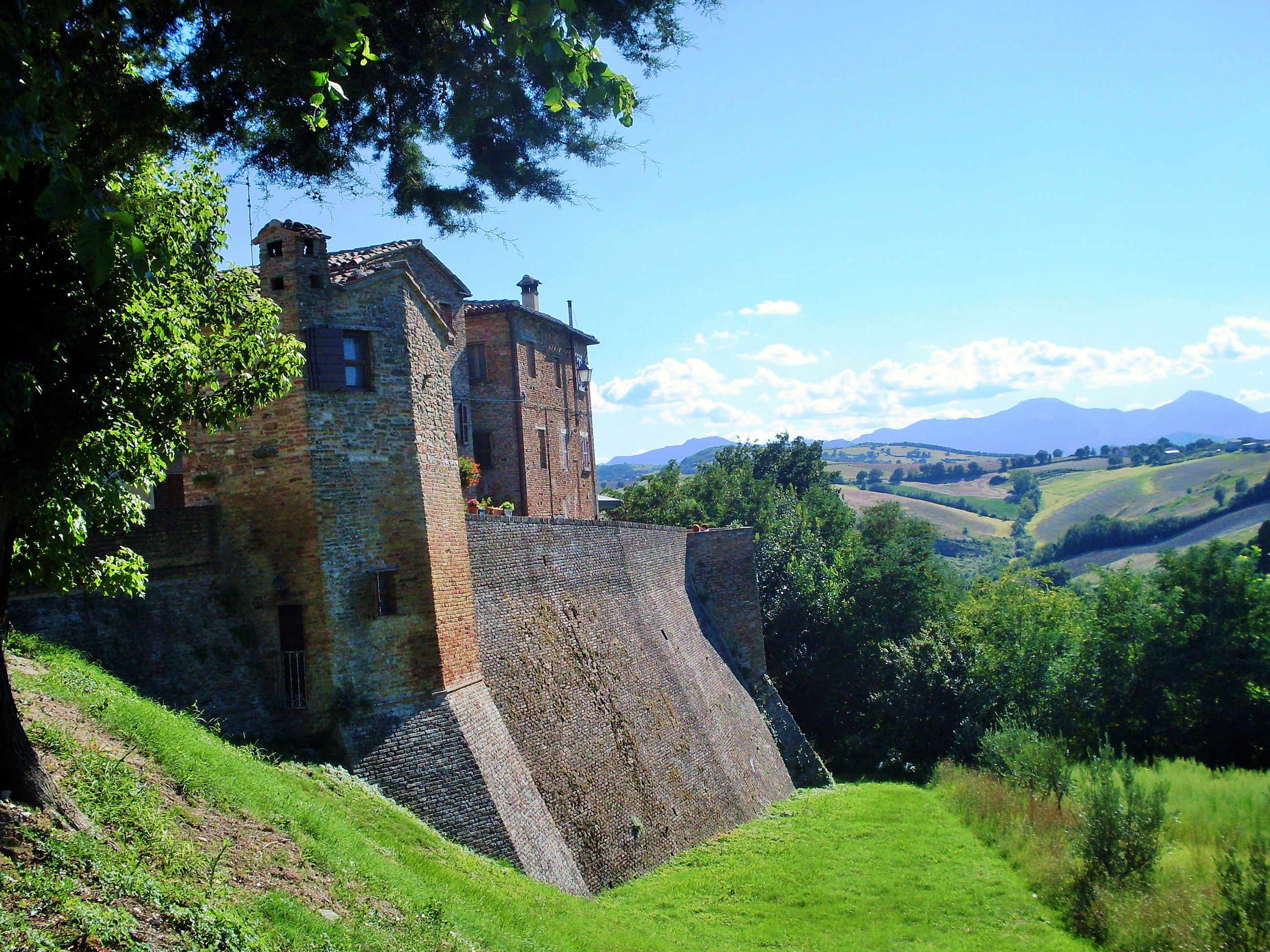
Vue de la campagne